# شیخ‌سرخ‌الدین علیا
شیخ‌سرخ‌الدین علیا، روستایی از توابع بخش مرکزی شهرستان گیلانغرب در استان کرمانشاه ایران است.

## جمعیت
این روستا در دهستان حومه قرار دارد و براساس سرشماری مرکز آمار ایران در سال ۱۳۸۵، جمعیت آن ۶۱ نفر (۱۳خانوار) بوده‌است.